# Subaru Impreza 22B STi
De Subaru Impreza 22B STi is een rallyauto ontwikkeld in 1998 in Japan.
De 22B STi is gemaakt voor de 40ste verjaardag en voor de 3de opeenvolgende ontwikkelaarstitel in de FIA World Rally Championship. Op de eerste verkoopdatum werden meteen alle 399 gebouwde auto's verkocht binnen 48 uur.
Alle 22B's hebben een uniek nummerplaatje op de middenconsole, over 22B #13/400 is onduidelijkheid of deze ooit is geproduceerd, ongeluksgetal #13 is in Japan wel een dingetje..
Dan zijn er nog 24 ongenummerde 22B's gebouwd waarvan er 16 naar het VK, en 5 naar Australië zijn gegaan.
Eén van deze 5 is tijdens transport in Japan van de boot af gereden.
De 16 voor het VK, zijn door Prodrive enigszins aangepast, o.a. de remmen, vering en verlichting  zijn gewijzigd.
Deze wagens kregen het typeplaatje 22B typeUK mee.
3 prototype 22b's met #000/400 zijn verkocht (cadeau gedaan) aan Colin McRae, Nicky Grist, en David Lapworth van Prodrive Racing. McRae's auto is in 2024 geveild voor £480500,- 
Als laatste staat er een #000/400 22B ten toon gesteld in de STI galerie in Tokyo, dit is de Demo auto waar de pers mee heeft gereden ten tijde van de introductie.

## Specificaties
| Carrosserie           | Merk: Subaru Type: Impreza 22B STi Aantal deuren: 2 Materiaal: Kevlar/staal |
| Afmetingen en gewicht | Wielbasis: 2520 mm Spoorbreedte: Voor \| 1480 mm - Achter \| 1500 mm Lengte: 4365 mm Breedte: 1770 mm Hoogte: 1170 mm Gewicht: 1270 kg |
| Motor                 | Fabrikant: Subaru Type: F-4, 4 cilinder Boring × Slag: 96.90mm × 75.00mm Cilinderinhoud: 2212 cm³ Eenheidscilinderinhoud: 553 cm³ Kompressie verhouding: 8.00:1 Type van compressor: IHI VF23 turbocharger Versnellingsbak: 5 versnellingen Aandrijving: AWD Max. vermogen: 280 PS (206 kW; 276 pk) Toeren per minuut (tpm): 6000 Max. koppel: 363 Nm 0/100 km/u: 5,30 s |